# Цветан Василев
Цветан Радоев Василев (роден на 12 август 1959 в Габрово) е български бизнесмен и финансист. Председател е на Надзорния съвет на „Корпоративна търговска банка“ АД, четвъртата най-голяма банка в България по размер на активите, както и неин мажоритарен акционер. Той е и Председател на Надзорния съвет на телекомуникационната компания Виваком, както и Председател на Надзорния съвет на ЗАД „Виктория“. Според класацията на Форбс „Топ 30 на най-влиятелните българи 2012 г.“ Цветан Василев е вторият най-влиятелен човек в България за 2011 г. след бившия премиер Бойко Борисов, а в „Топ 50 на най-влиятелните българи 2013 г.“ заема челната позиция. Критикуван е за оказване на натиск върху неудобни медии.

## Биография

### Образование
Цветан Василев започва висшето си образование по специалност „Външна търговия“ в Социално-икономическия факултет на университета в гр. Лодз, Полша. През 1985 г. завършва Международни икономически отношения във ВИИ „Карл Маркс“ (сега Университет за национално и световно стопанство).

### Професионална кариера
Непосредствено след като завършва висшето си образование, Цветан Василев започва професионалната си кариера като научен сътрудник в Института по международна икономика и пазарни проблеми в научното направление „Ефективност на външноикономическата дейност“. През 1992 г. основава финансово-брокерските компании „Бромак“ и „Фина С“. От 1995 г. до 1999 г. е началник на управление „Валутни операции и ликвидност“ на ЦКБ, като от 1997 г. е и член на съвета на директорите на банката. За кратко е началник управление „Пазари и ликвидност“ в ТБ България инвест (сега Банка „Алианц България“). От средата на 2000 г. Василев е Председател на Управителния съвет и изпълнителен директор на Корпоративна търговска банка АД, а от 2003 г. е мажоритарен собственик на банката и Председател на нейния Надзорен съвет.
Член е на международния консултативен съвет на Атлантическия съвет на САЩ. Участва като лектор на форуми на Атлантическия съвет като Black Sea Energy and Economic Summit и Wroclaw Global Forum.

## КТБ
В периода 2007 – 2014 КТБ се развива стремително и става четвъртата най-голяма банка в България по размер на активите, трета по печалби и първа по темп на растеж на депозитите.
На 20 юни 2014 г. обаче вложителите започват масово да изтеглят парите си от клоновете на банката и настъпва паника.
Василев е в чужбина и е издирван чрез Интерпол за злоупотреба със служебно положение в особено големи размери. Предава се на властите в Белград на 16 септември 2014 г..

## Дискусия за ролята на Цветан Василев в българската политика
Цветан Василев е широко коментиран в обществото като един от стоящите зад кадър кукловоди в българската политика след 2005 г.
Някои медии определят Цветан Василев и КТБ като „неформален коалиционен партньор на всяка власт в България“.  Твърди се, че в банката са концентрирани голяма част от държавните пари, като за сметка на това тя осигурява медиен комфорт на управляващите и по този начин влияе на българския политически живот. 
Цветан Василев отрича да има пряка намеса в политиката посредством финансова или медийна подкрепа за която и да е било политическа партия. На 4 декември 2011 в предаването „Нека говорят с Росен Петров“ Василев казва „...никога не влизам в ролята на сив кардинал или съветник, ако ми е потърсено мнението, бих го споделил“.
На 14 октомври 2013 г. Цветан Василев отрича, че банката се възползва от наличието на средства на държавни фирми, за да финансира медии. Той твърди, че отношенията му с дружества с държавно участие, опериращи предимно в сферата на енергетиката, се основават на 13-годишно партньорство, като техните средства не са използвани за нищо друго, освен за обслужване на дейността им (за текущи разплащания, предоставяне на кредити, на други гаранционни инструменти като акредитиви, банкови гаранции и прочее). Василев също твърди, че никога не е инвестирал във вестниците на Нова българска медийна група и че единствената медия, с която е имал нещо общо в ролята му на консултант и миноритарен партньор на фонд за рискови инвестиции, е TВ7, като целта на тези вложения се изчерпва единствено с бизнес.
Василев твърди, че политици са искали съвети от него по въпроса на каква политика да заложат в своите предизборни кампании. В същото време той често изразява позицията си по отношение на предприеманите от правителствата действия и не пести критики към управляващите по време на прехода, които според него са предали националния интерес.
Критикуван е за оказване на натиск върху неудобни медии.

## Награди
- Награда „Банкер на годината“ на в. Банкеръ:
  - 2004 г. – награда за динамичен банков мениджмънт [29]
  - 2008 г. – награда за утвърждаване на българския капитал в българската банкова система [30]
  - 2010 г. – награда за пазарна устойчивост[31]
  - 2013 г. – награда за ефективна политика и устойчиво присъствие на пазара[32]
- 2008 г. – доктор хонорис кауза на Минно-геоложкия университет в София[33]
- 2009 г. – почетен знак на Университета за национално и световно стопанство.[34]
- 2011 г. – награда „Мистър Икономика“[35] на сп. „Икономика“ за цялостен принос за развитието на българската икономика[36]
- 2012 г. – награда от Българската федерация по мотоциклетизъм за цялостен принос за развитието на мотоциклетните спортове в България.[37]
- 2014 г. – награда за благотворителност на сдружение „България си ти“[38]
- 2014 г. – специална награда от Асоциацията на балканските атлетически федерации за принос към балканската лека атлетика.[39]

Към 2014 г. Цветан Василев е член на Съвета на настоятелите на Университета за национално и световно стопанство.

## Благотворителност

### Образование
Цветан Василев е направил лични дарения и е предоставил възможности за кариерно развитие на випускниците от специалността „Международни икономически отношения“, която самият Василев е завършил. Учредил е годишна награда от 100 000 лв. за УНСС и е дал материални стимули за отличниците бакалаври и магистри на специалността. Всяка година десет бакалаври и магистри, завършили с отличен успех специалността „МИО“, получават преносими компютри, лично дарение от банкера.
През 2013 г. в качеството си на член на Съвета на настоятелите на УНСС Цветан Василев финансира издаването на третата книга от поредицата Издания на Съвета на настоятелите на УНСС – „Международен икономикс. Теория и практика“, с автор нобеловия лауреат по икономика Пол Кругман.

### Други
В края на 2011 г. Цветан Василев финансира изграждането на паметник на Атанас Буров пред Народния театър „Иван Вазов“.
През 2013 г. банкерът подпомага осъществяването на проекти на сдружение „България си ти“, сред които закупуването на микробус, който е превърнат в мобилен дентален кабинет.

## ПФК „Ботев Пловдив“
От 2011 г. Василев е собственик на футболния отбор „Ботев (Пловдив)“. Василев, също така, поставя развитието на детско-юношеските и младежките школи на отбора като приоритет.

## Личен живот
Съпруга на Цветан Василев е Антоанета Василева, преподавател във факултет „Международна икономика и политика“ в Университета за национално и световно стопанство в София (УНСС). Двамата са ктитори на Църногорски манастир „Св. св. Безсребреници и Чудотворци Козма и Дамян Асийски“.